# گاستون گروسا
گاستون گروسا (انگلیسی: Gaston Gerosa؛ زادهٔ ۱۵ اوت ۱۹۲۳) دوچرخه‌سوار اهل سوئیس است.